# Fast Tracker
Fast Tracker är ett trackerprogram skrivet av Fredrik "Mr. H" Huss and Magnus "Vogue" Högdahl, två medlemmar i demogruppen Triton Productions (som senare startade Starbreeze). Version två av programmet, ofta benämnt FT2, blev mycket populärt i demoscenkretsar. Det hade ett eget filformat kallat Extended Module, XM. Den sista versionen av programmet som släpptes var 2.09.
Numera finns det många program som efterliknar Fast Tracker till både utseende och filformat. Exempel på sådana program är Skale Tracker, MadTracker samt MilkyTracker, som utger sig för att vara en klon av Fast Tracker 2.